# 111-96
III-96 — серія великопанельних житлових будинків для будівництва в Києві, містах та селищах України, а також деяких поселень Росії — будинки цієї серії також будувалися у Волгодонську, Батайську, Краснодарі, Печорі, Новокузнецьку, Кабардино-Балкарській республіці.

## Назва
Назви серій маркувалися за принципом ТТМ-ССС-ХХ, де ТТ — тип будинку, М — тип матеріалу, ССС — номер серії, ХХ — порядковий номер. В серії 111-96, ТТ 11 — Багатосекційні багатоквартирні житлові будинки, а М — 1 - Панелі.

## Історія
Перші будинки цієї серії були збудовані у 1975 році у Києві за адресами вулиця Анатолія Солов'яненка, 6 та 12. До 1986 року у Києві будувалися дев'ятиповерхові будинки, після і до 1996 — десятиповерхові.
У київському районі Берковець та у селищах Київської області (зокрема, у селищі Калита) є 4- та 5-поверхові будинки серії. У 5 мікрорайоні міста Прип'ять за адресами проспект Будівельників, 32 та Героїв Сталінграда, 15 було збудовано 2 дев'ятиповерхові будинки цього проекту на початку 1980-х.
Домобудівельні комбінати будували 12- і 9-поверхові будинки у Луганську; 9-поверхові в Одесі, Івано-Франковську, Запоріжжі, Хмельницькому, Макіївці, Свердловську (Довжанську), Нікополі, Кам'янському, Бердянську, Сумах; Миколаєві і Броварах (київський варіянт 96К).

## Опис

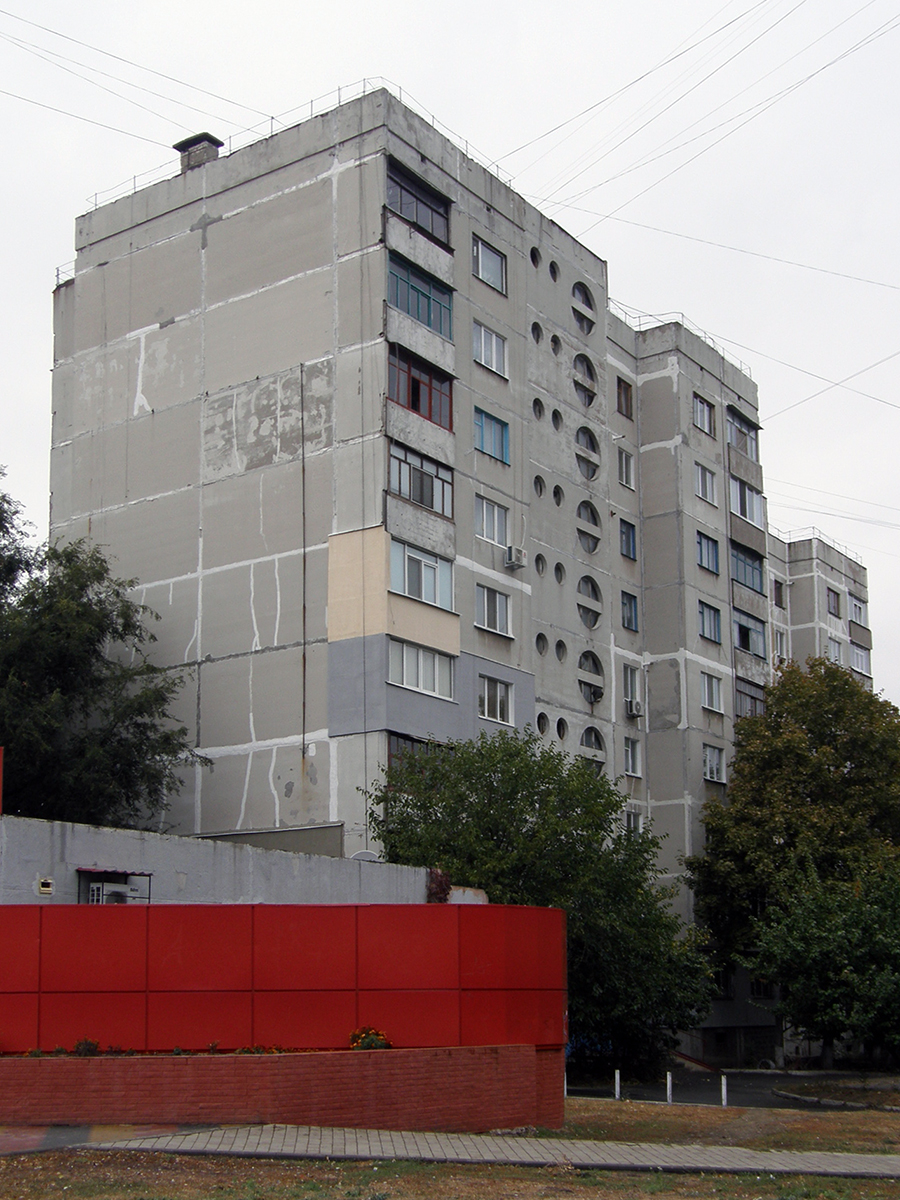
Луганськ, квартал Комарова, 35

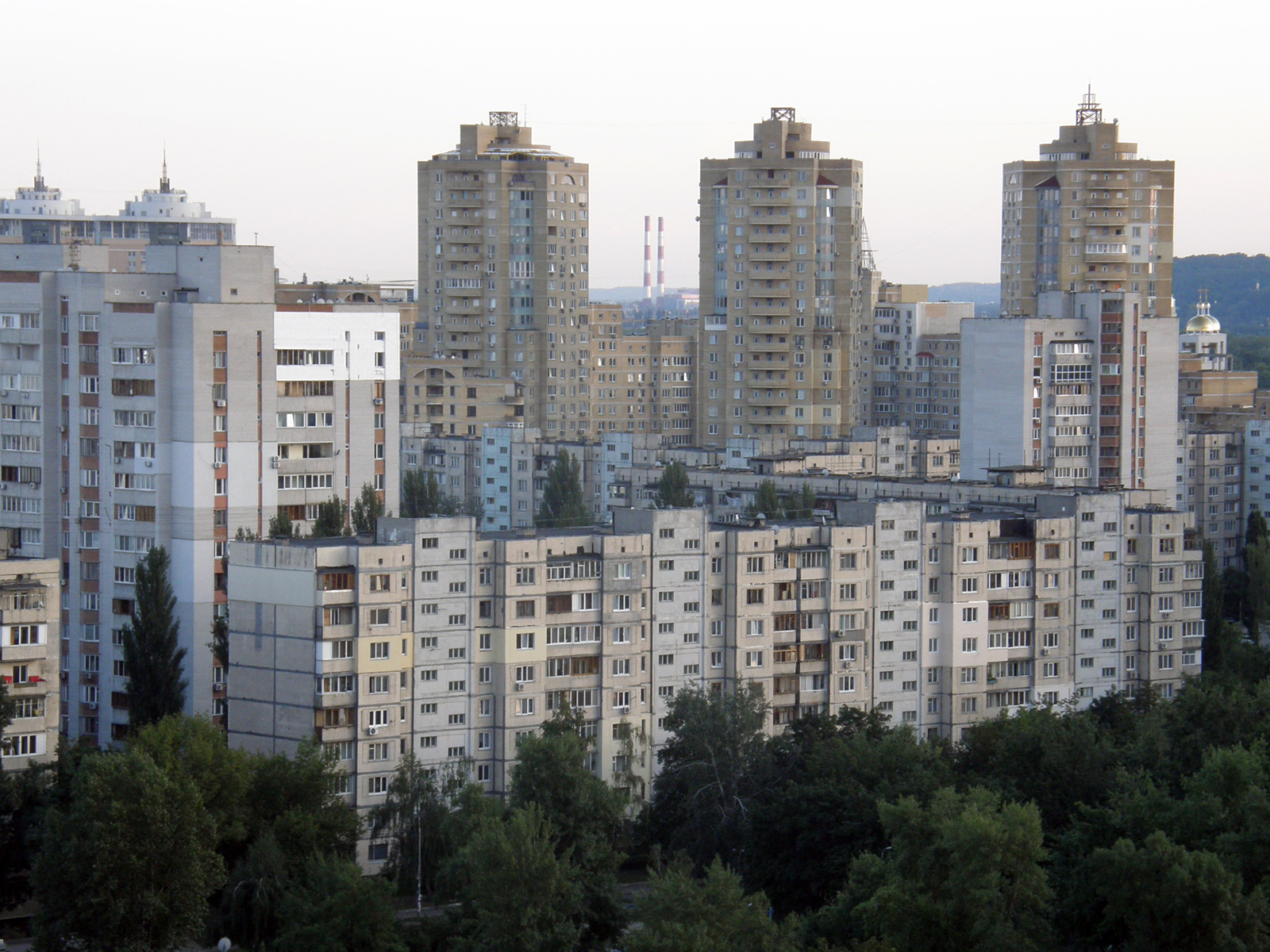
Київ, Лівобережного масив, на передньому пляні вул. Шептицького, 3, 1978 р.

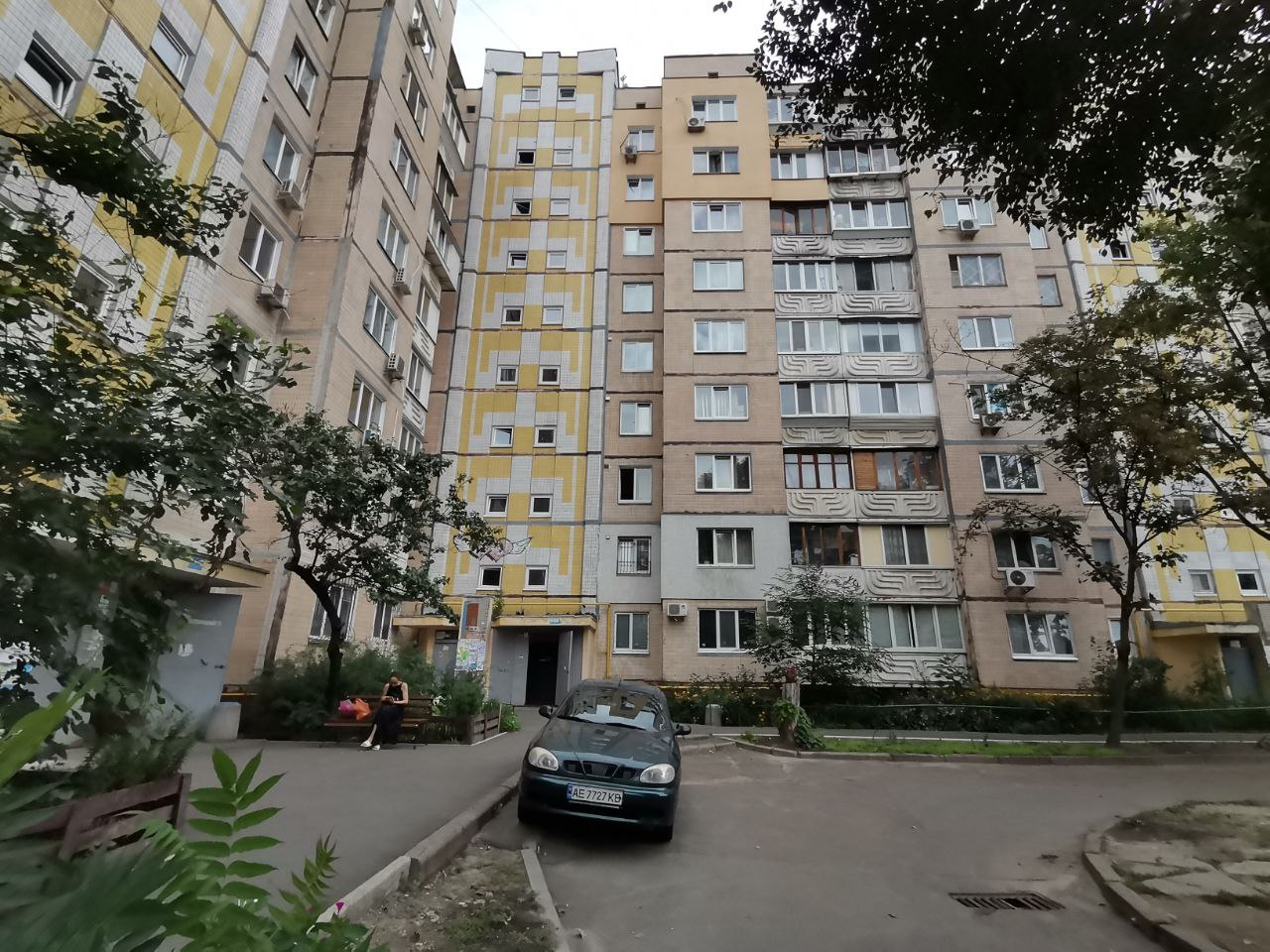
Київ, Троєщина, просп. Червоної Калини, 18, 1983 р.

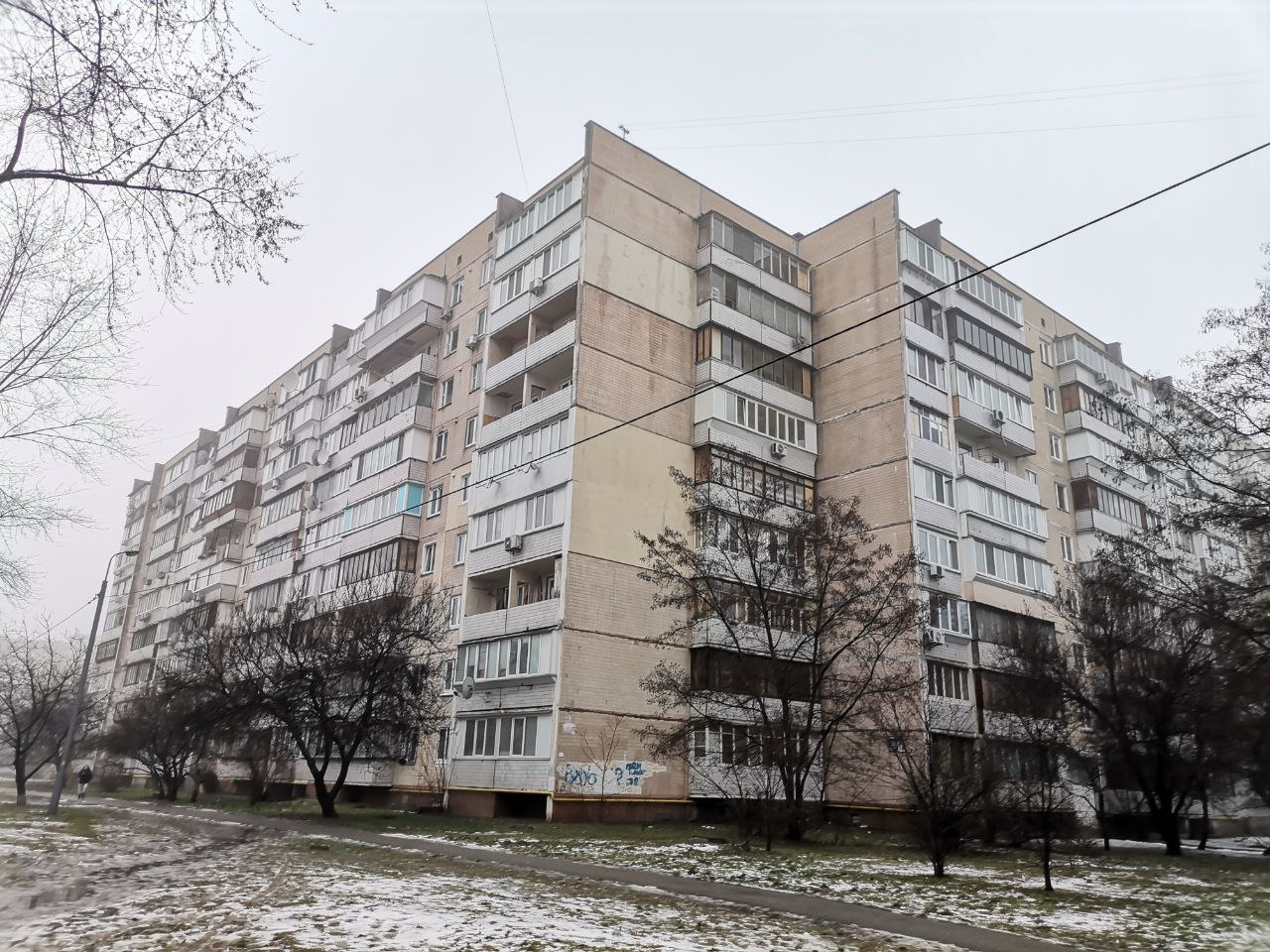
Київ, Троєщина, просп. Червоної Калини, 18, 1983 р.

Поздовжні роки 3 і 3,6 м, поперечні прогони 5,1, 5,7 і 6,6 м. Висота приміщень — 264 см. У типовій секції 4 квартири на поверсі — дві двокімнатні та дві трикімнатні, в торцевих секціях — одна однокімнатна, дві двокімнатні та одна трикімнатна. Кожна квартира обладнана лоджією або балконом. Кімнати та санвузли роздільні. У кожній секції один ліфт вантажопідйомністю 400 кг та сміттєпровід у приміщенні за ліфтом. Опалення, холодне та гаряче водопостачання — централізовані. Матеріал зовнішніх стін — одношарові керамзитобетонні плити товщиною 35 см. Внутрішні стіни та перекриття — збірні залізобетонні панелі товщиною 16 см.
Архітектори: Г. Копоровський, О. Заваров, Ю. Рєпін, Є. Репринцева, В. Дудіна, В. Федоренко, Д. Яблонський, Л. Дячук, Л. Куликов. Проект КиївЗНДІЕПу для ДБК-1. Це перший із так званих покращених середньоповерхових проектів вітчизняного домобудівництва. Існує три варіанти блок-секції: рядова (96-078-13.86), кутова (96-076-13.86), та кутова дзеркальна (96-077-13.86). У кожній секції 10-поверхової будівлі розміщено сорок квартир: у рядовій (96-036) — двадцять 2-кімнатних (51 кв.м. загальної площі, у тому числі 30 кв.м. житлової площі 2) та двадцять 3-кімнатних (70/42 м 2), а у кутовий (96-033) — десять 1-кімнатних (40/19 м 2), двадцять 2-кімнатних та десять 3-кімнатних.
Виходячи з історії будівництва серії, можна виділити такі модифікації:
- 1975—1977 — дев'ятиповерхові будинки з пофарбованими зеленим і синім кольором панелями, з великими вікнами як у квартирах, так і на сходах. Такі будинки можна зустріти на Північно-Броварському масиві та у 6-му мікрорайоні Оболоні. Також аналогічні будинки зводилися в регіонах України.
- 1977—1980 — дев'ятиповерхові будинки з облицьованими неглазурованою плиткою панелями (крім панелей під'їзду, вони фарбувалися в різні кольори), з великими вікнами в квартирах, але меншими вікнами на сходовій клітці. Вхідна група у цих будинків монументальніша, ніж у попереднього варіанту.
- 1980—1981 — аналогічно попереднім, але панелі під'їзду вже облицьовані плиткою. З'явилася кольорова глазурована плитка на фасадах.
- 1980—1982 — будинки, ідентичні попередньої модифікації, відмінність тільки в скляній вхідній групі.
- 1982—1987 — дев'ятиповерхові будинки зі зменшеними віконними палітурками як у квартирах, так і на сходах.
- 1987—1996 — збережено характеристики попереднього варіанту, поверховість підвищена до 10 поверхів.

## 10-поверхові

96-078.13.86 — рядова секція, фасад і план 1 поверху
96-078.13.86 — рядова секція, план типового поверху
96-076.13.86 — кутова секція, фасад і план 1 поверху
96-076.13.86 — кутова секція, план типового поверху
96-077.13.86 — кутова дзеркальна секція, фасад і план 1 поверху
96-077.13.86 — кутова дзеркальна секція, план типового поверху

## 12-поверхові
Єдине місто, де будувалися 12-поверхові секції — Луганськ.

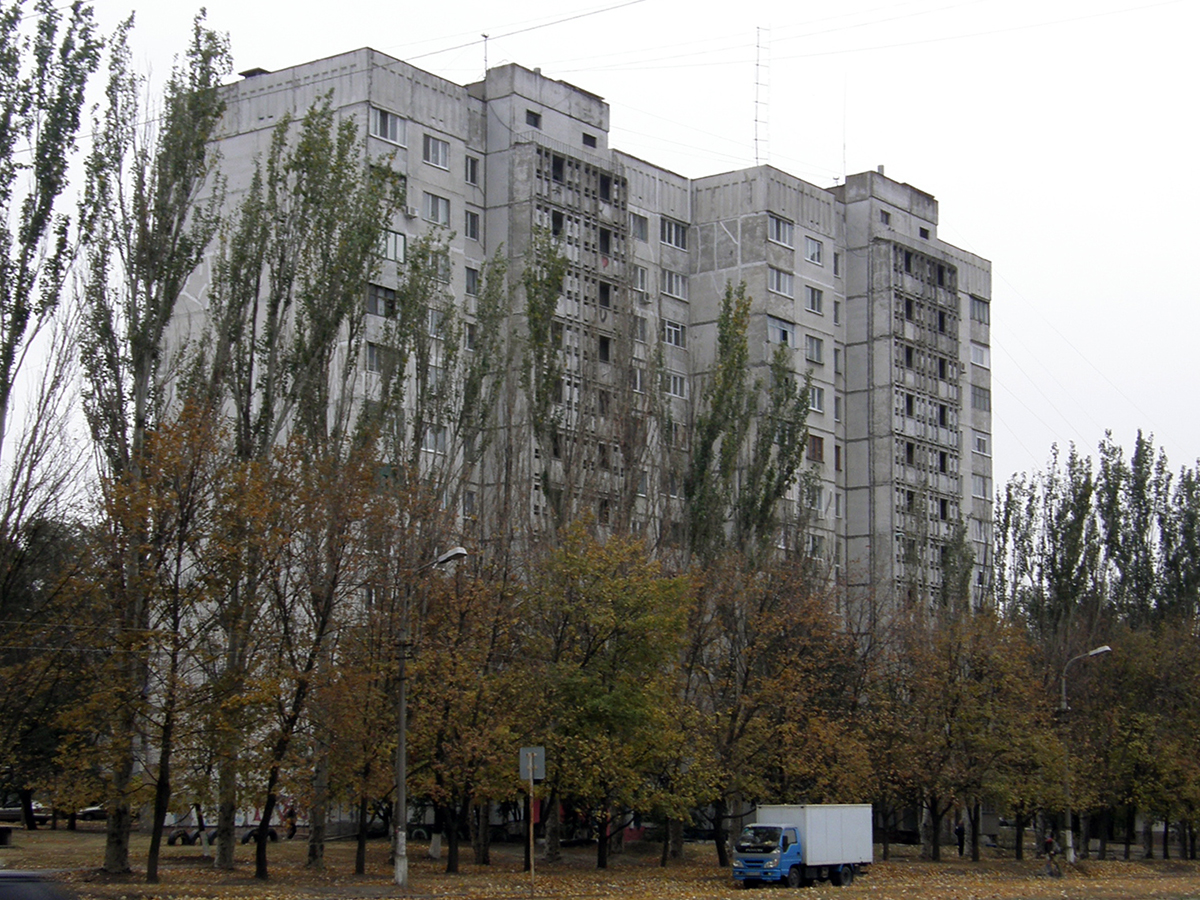
вул. 30-річчя Перемоги, 23а
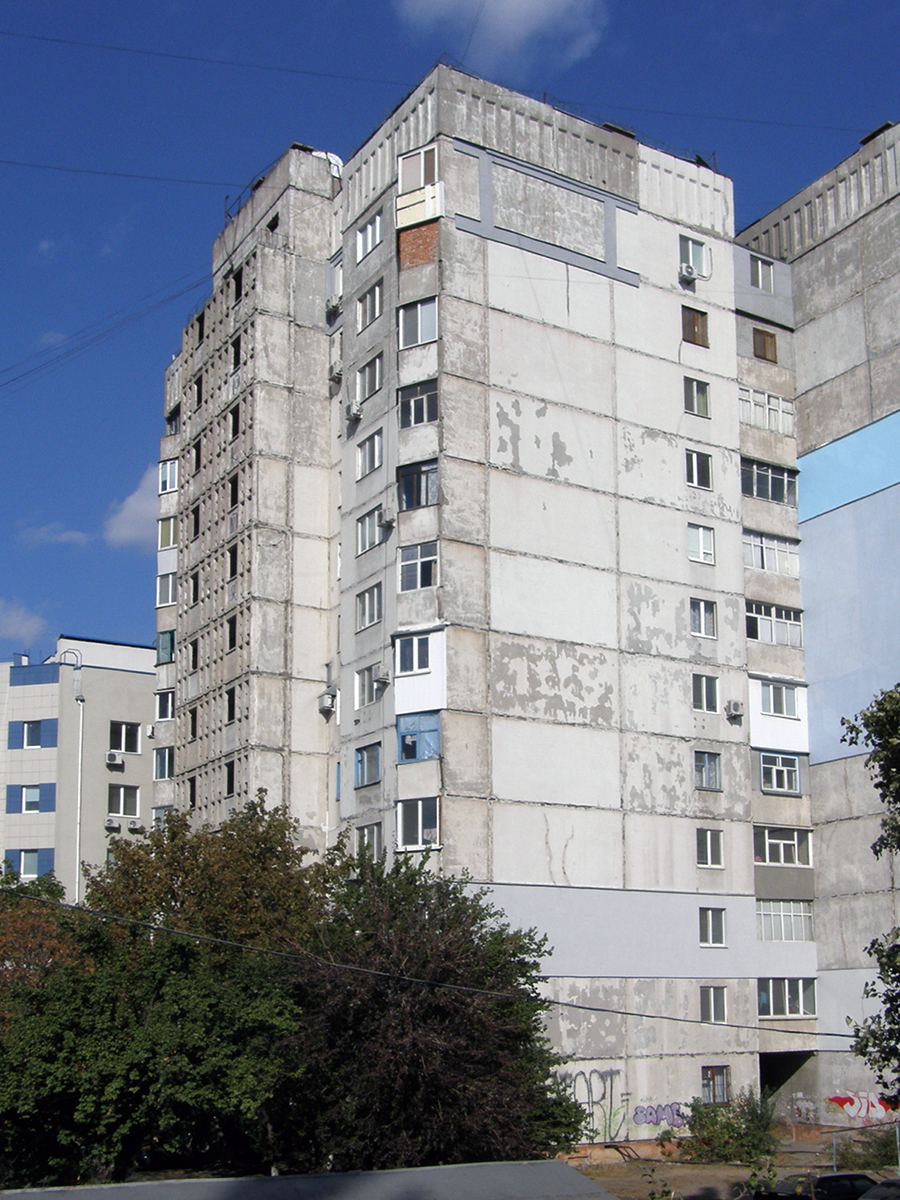
вул. Фрунзе, 4
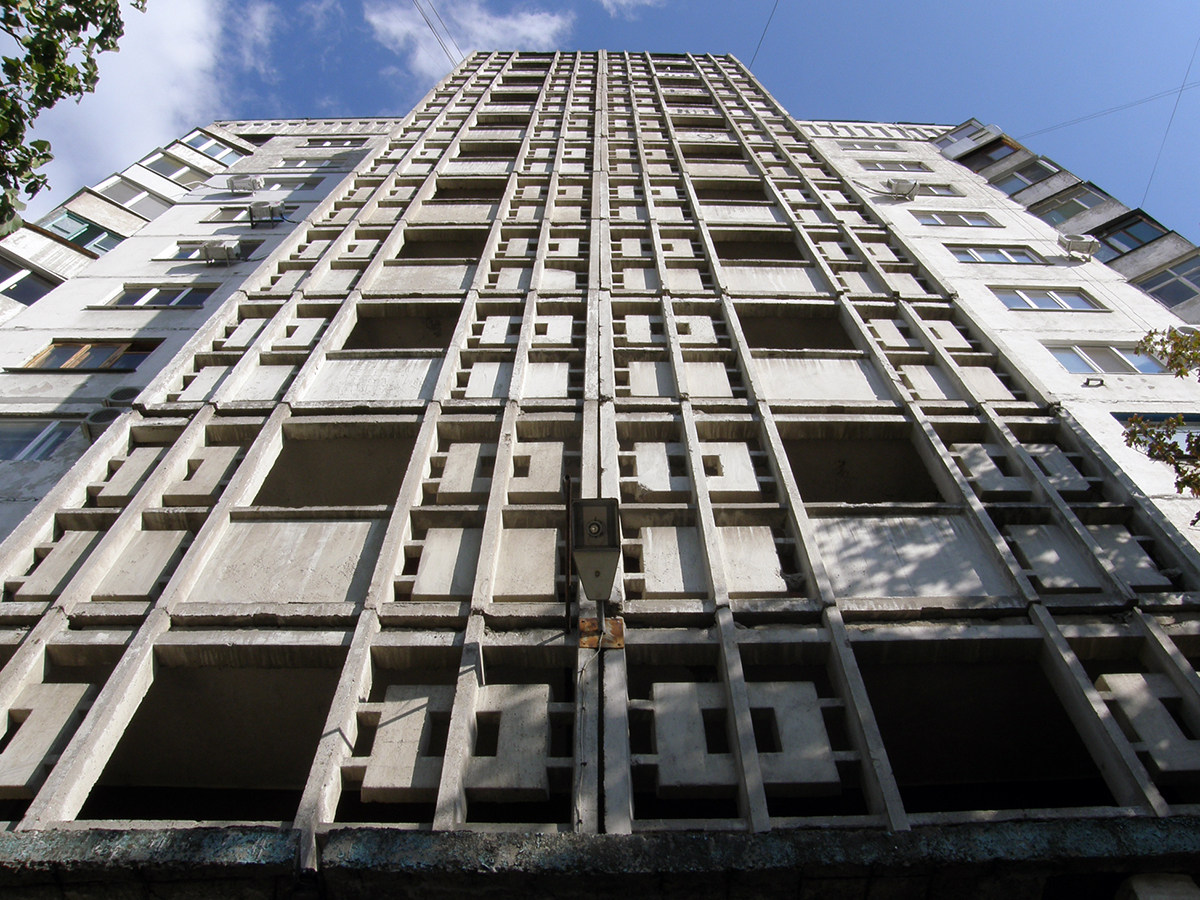
вул. Фрунзе, 4 – балькони під'їзду
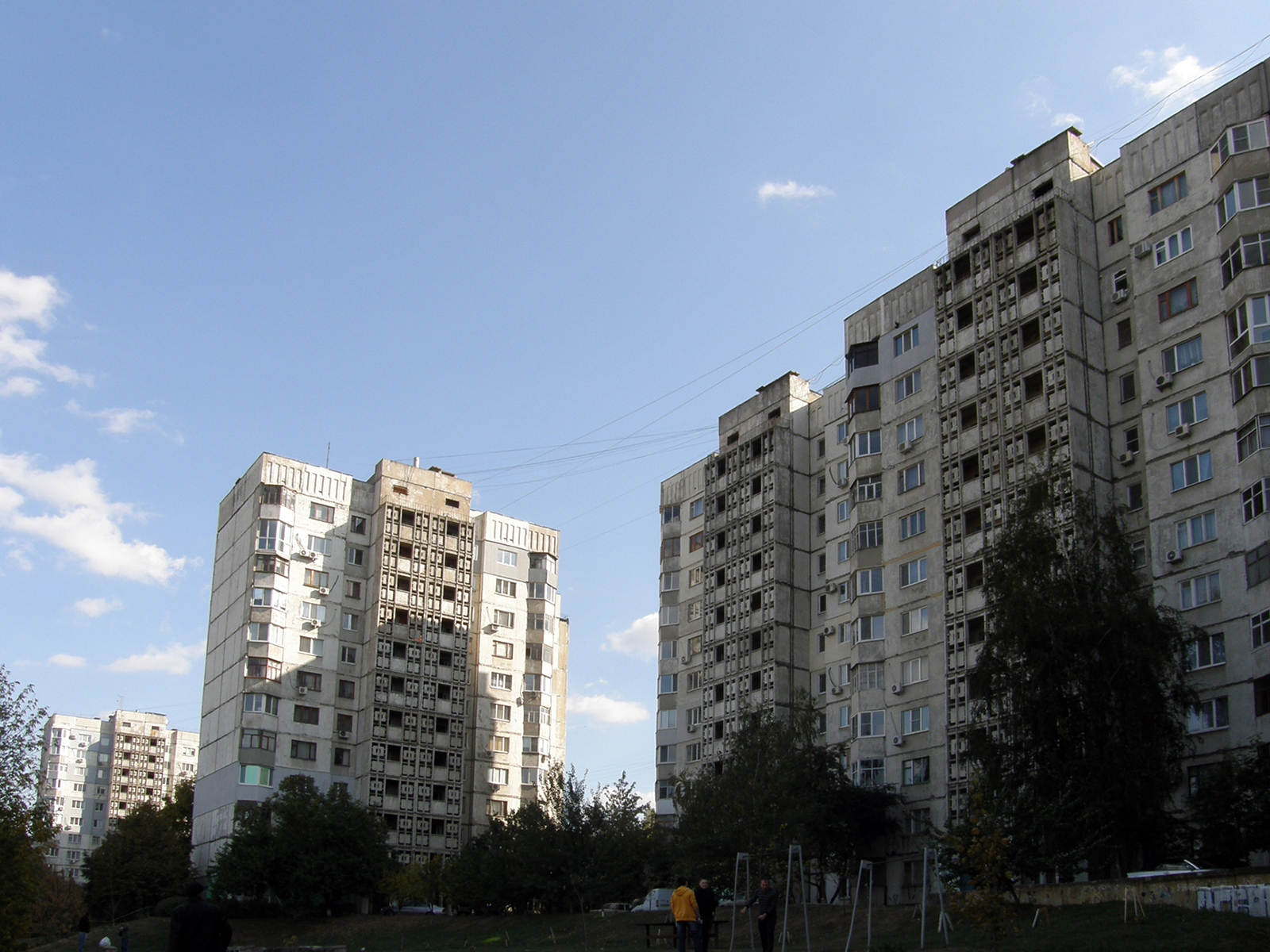
вул. Фрунзе
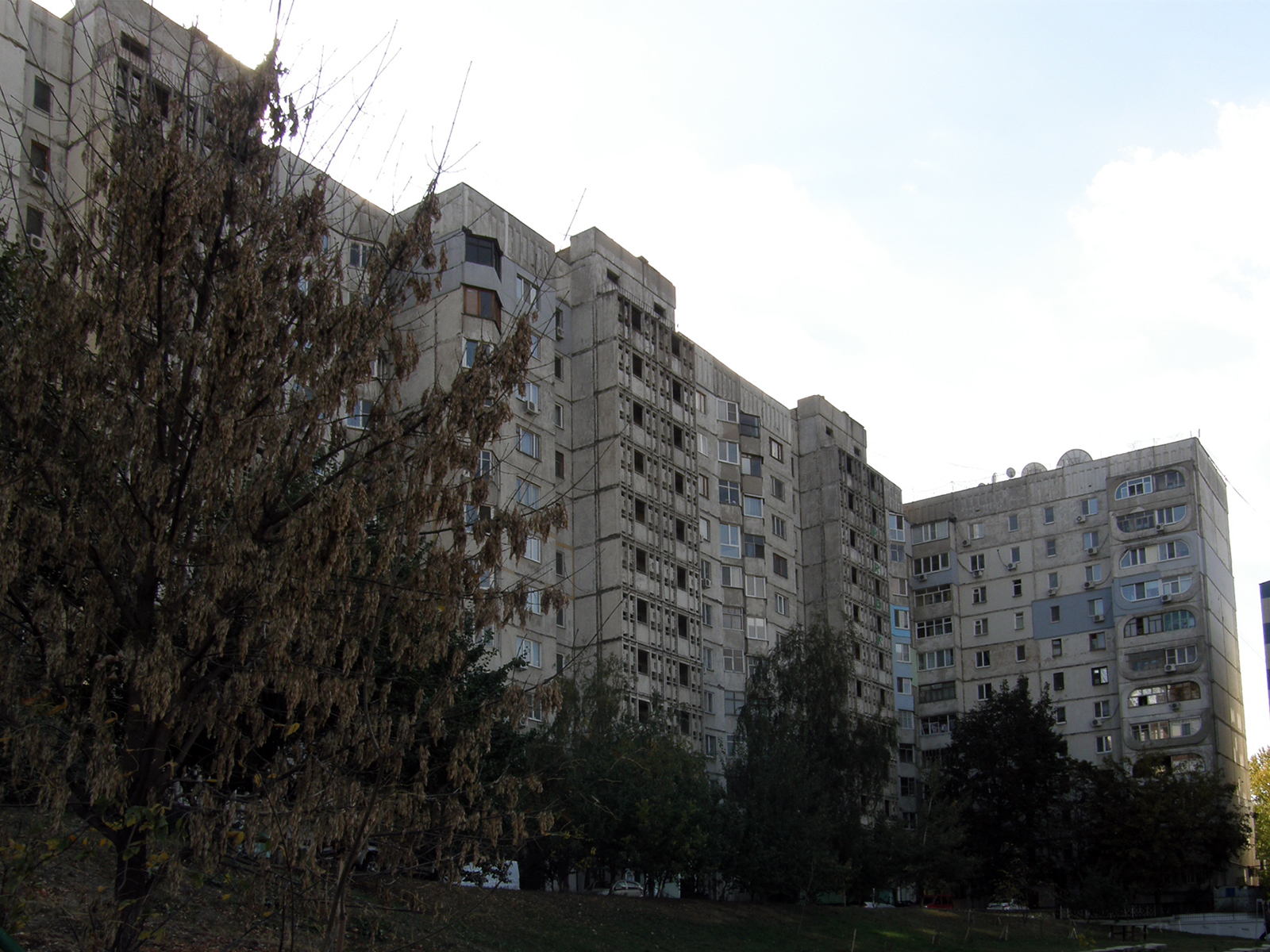
вул. Фрунзе, 4
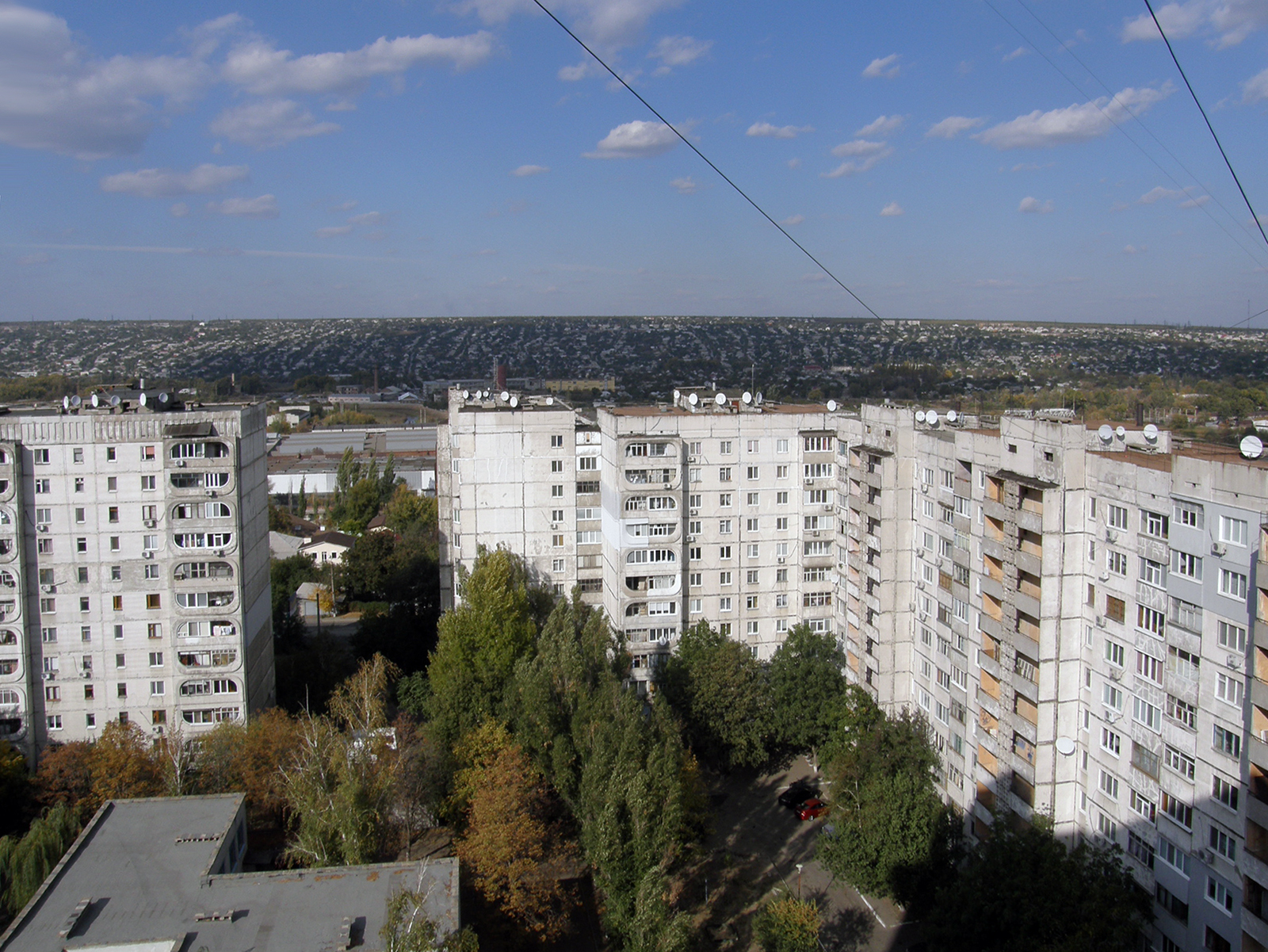
ріг вул. Фрунзе і 16-ї лінії

## 151-96К (гостинка)

151-96К (гостинка)

З початку 1980-х і до середини 1990-х у Києві та околицях будувалася модифікація серії з малогабаритними однокімнатними квартирами, що отримала індекс 151-96к. У такій односекційній будівлі 13 квартир на поверсі, один ліфт та сміттєпровід.

## Див. також

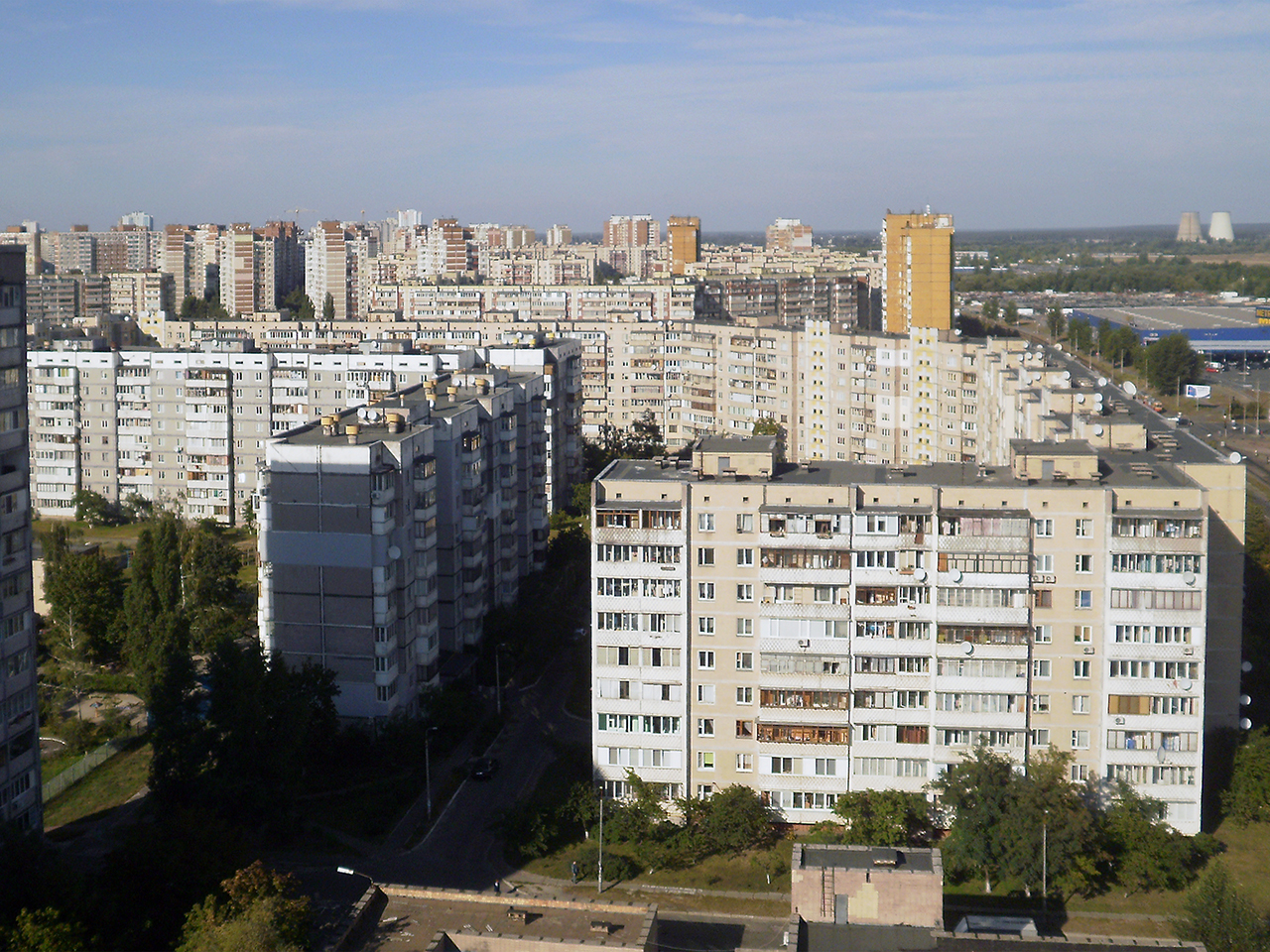
Троєщина, ліворуч 134-ті вул. Лифаря, 1а (1984) і вул. Закревського, 49а (1983), праворуч 96-і вул. Лифаря, 1 (1984) і вул. Закревського, 49/1 (1984). Видна відмінність горища у розмірі вікон і ребрах над краями бальконів.